# 8199 Takagitakeo
8199 Takagitakeo este un asteroid din centura principală de asteroizi.

## Descriere
8199 Takagitakeo este un asteroid din centura principală de asteroizi. A fost descoperit pe 9 decembrie 1993 la Ōizumi de Takao Kobayashi. El prezintă o orbită caracterizată de o semiaxă mare de 2,59 ua, o excentricitate de 0,18 și o înclinație de 12,7° în raport cu ecliptica.